# Dzhajloutshellidae
Famille
Les Dzhajloutshellidae forment une famille fossile d'insectes orthoptères.
Les espèces de cette famille datent du Trias supérieur, elles n'ont été découvertes qu'au Kyrgyzstan.

## Liste des genres
Selon Orthoptera Species File (28 juin 2018) :
- † Adzhajloutshella Gorochov, 1994
- † Dzhajloutshella Gorochov, 1994
- † Triassoxya Gorochov, 2005

## Publication originale
- (en) Gorochov, 1994 : New data on Triassic Orthoptera from Middle Asia. Zoosystematica Rossica, vol. 3, no 1, p. 53-54.